# Quận của tỉnh Loire-Atlantique
4 quận của tỉnh Loire-Atlantique gồm:
1. Quận Châteaubriant, (quận lỵ: Châteaubriant) với 10 tổng và 53 xã. Dân số của quận này là 101.436 người năm 1990, 102.392 người năm 1999, tăng trưởng dân số là 0.94%.
2. Quận Nantes, (tỉnh lỵ của tỉnh Loire-Atlantique: Nantes) với 29 tổng và 82 xã. Dân số của quận này là 649.039 người năm 1990, và 715.358 người năm 1999, tăng trưởng dân số là 10.22%.
3. Quận Saint-Nazaire, (quận lỵ: Saint-Nazaire) với 15 tổng và 57 xã. Dân số của quận này là 254.322 người năm 1990, và 267.796 người năm 1999, tăng trưởng dân số là 5.3%.
4. Quận Ancenis, (quận lỵ: Ancenis) với 5 tổng và 29 xã. Dân số của quận này là 47.386 người năm 1990, và 48.720 người năm 1999, tăng trưởng dân số là 2.82%.